# Vera Cruz Futebol Clube (Vitória de Santo Antão)
Il Vera Cruz Futebol Clube, noto anche semplicemente come Vera Cruz, è una società calcistica brasiliana con sede nella città di Vitória de Santo Antão, nello stato del Pernambuco.

## Storia
Il club è stato fondato il 3 febbraio 1960. Il Vera Cruz ha vinto il Campeonato Pernambucano Série A2 nel 2006, nel 2009 e nel 2014. Ha partecipato al Campeonato Brasileiro Série C nel 2007, dove è stato eliminato alla prima fase.

## Palmarès

### Competizioni statali
- Campeonato Pernambucano Série A2: 4

2006, 2009, 2014, 2020
- Campeonato Pernambucano Série A3: 1

2002